# 上陸第一歩
『上陸第一歩』（じょうりくだいいっぽ）は、1932年（昭和7年）4月14日公開の日本映画である。松竹キネマ製作・配給。監督は島津保次郎。モノクロ、スタンダード、88分。
ジョセフ・フォン・スタンバーグ監督の『紐育の波止場』を翻案した作品で、土橋武夫・晴夫兄弟の開発した「土橋式」トーキーを採用した、島津監督のトーキー映画第2作である。撮影中にスタジオが火事に遭い、撮影技師の水谷至宏が焼死しかける事件があった。第9回キネマ旬報ベスト・テン第8位。現在、東京国立近代美術館フィルムセンターが35mmフィルムを所蔵している。

## スタッフ
- 監督：島津保次郎
- 脚色：北村小松
- 撮影：水谷至宏
- 音楽顧問：高階哲夫
- 録音：土橋武夫、土橋晴夫
- 主題歌伴奏：鈴木静一
- 助監督：秋元憲

## 出演者
- 港の女：水谷八重子
- 火夫坂田：岡譲二
- ブルジョアの政：奈良真養
- プロペラのしげ：江川宇礼雄
- 司厨長野沢：河村黎吉
- 安宿のお神：飯田蝶子
- 酒場のマダム：吉川満子
- 政の情婦：沢蘭子
- 倉庫番戸村：滝口新太郎
- 刑事：岡田宗太郎
- ダンスホールの客：斎藤達雄（ノンクレジット）
- 船員：吉谷久雄（ノンクレジット）
- アパートの住人：松井潤子（ノンクレジット）